# Mikołaj Mleczko z Wieliczki
Mikołaj Mleczko z Wieliczki (ur. ok. 1490 w Wieliczce, zm. 8 lipca 1559 w Krakowie) –  profesor medycyny i rektor Akademii Krakowskiej, kanonik pułtuski, scholastyk kielecki.

## Życiorys
W 1503 zapisał się do Akademii Krakowskiej jako Mikołaj syn Wojciecha z Wieliczki. W czasie studiów od 1505 zaopiekował się nim Maciej z Miechowa zajmujący się niezamożną młodzieżą. Do 1514 pozostawał na jego służbie jako pisarz sądu rektorskiego, kleryk diecezji krakowskiej i notariusz publiczny, a później zaufany powiernik. Korzystając z gościny i materialnej pomocy swego protektora, odbył w latach 1503–1513 normalne studia filozoficzne zakończone uzyskaniem bakalaureatu w 1508 i mistrzostwa sztuk wyzwolonych w 1513.
Poświęcił się studiom medycznym w jesieni 1514 na koszt wysłany został Miechowity do Włoch, już w 28 września 1515 został powołany na pomocniczą katedrę medycyny w uniwersytecie bolońskim, a 13 sierpnia 1516 promował się na doktora medycyny. Jesienią 1517 powrócił do Krakowa, na wiosnę 1518 uzyskał formalną zgodę Uniwersytetu na nostryfikację dyplomu doktorskiego. W latach 1523–1535 był dziekanem Wydziału Lekarskiego. W 1539 złożyć rezygnację z kanonii pułtuskiej, otrzymując w zamian scholasterię kielecką. W 1533 powołany został po raz pierwszy na urząd rektorski; piastował tę godność po 10-letniej przerwie w latach 1542-1543. Na tym stanowisku dał się poznać jako gorliwy obrońca i stróż statutów uniwersyteckich, ostro występował przeciwko zwyczajowi noszenia ubiorów świeckich. Wysoki autorytet i piastowane godności nie uchroniły go jednak przed brutalnymi represjami ze strony bpa krakowskiego Andrzeja Zebrzydowskiego za odmowę wydania spadku po zmarłym w 1554 profesorze teologii i sufraganie wileńskim Feliksie z Kazimierza. 11 czerwca 1554 wtrącony został na rozkaz Zebrzydowskiego do więzienia, gdzie usiłowano wymusić na nim wydanie zdeponowanej w jego mieszkaniu kwoty 11 000 zł polskich Wypuszczony na wolność dopiero po dwóch dniach (na interwencję kapituły krakowskiej, oparł się żądaniom biskupa, dążącego do zagarnięcia całego majątku, i doprowadził do rozdziału masy spadkowej Feliksa z Kazimierza między klasztor Dominikanów, Kolegium Większe i katedrę na Wawelu. Złożywszy w 1543 urząd rektorski, mniej udzielał się w życiu uniwersyteckim, chociaż do końca życia cieszył się opinią znakomitego medyka. Zapisał przed śmiercią 6 tomów ze swego księgozbioru na rzecz katedry medycyny oraz dwa puchary dla Kolegium Większego.